# Đá Núi Thị
Đá Núi Thị hay Đá Thị (tiếng Anh: Petley Reef; tiếng Filipino: Juan Luna; tiếng Trung: 舶兰礁; bính âm: Bólán jiāo, Hán-Việt: Bạc Lan tiêu) là một rạn san hô thuộc cụm Nam Yết của quần đảo Trường Sa. Đá này nằm cách đảo Sơn Ca khoảng 7 hải lý (13 km) về phía đông-đông bắc và cách bán đảo Cam Ranh 322 hải lý,.
| đảo Ba Bình bãi Bàn Than đảo Sơn Ca đá Núi Thị đá Én Đất đảo Nam Yết đá Lạc đá Ga Ven Đá Núi Thị và các thực thể địa lý lân cận trong cụm Nam Yết. |

Đá Núi Thị là đối tượng tranh chấp giữa Việt Nam, Đài Loan, Philippines và Trung Quốc. Việt Nam đưa hải quân lên đóng ở đá này từ năm 1988 và hiện đang quản lý thực thể địa lý này là một phần của xã Sinh Tồn, huyện Trường Sa, tỉnh Khánh Hòa.
Bản đồ hành chính đều thể hiện danh từ riêng là Núi Thị còn danh từ chung để mô tả thực thể là đá. Về bản chất địa lý, đá Núi Thị không phải là một đảo mà là rạn san hô. Bia chủ quyền tại điểm đóng quân của Hải quân Việt Nam cũng ghi tên của thực thể địa lí là Đảo Đá Thị.

## Đặc điểm
Bãi đá san hô Núi Thị hơi tròn và dẹt về hai đầu, nằm theo trục đông bắc-tây nam với chiều dài khoảng 1,5–2,1 km và chiều rộng khoảng 1-1,4 km. Đá này sâu không đều và dốc dần về hướng đông nam; khi thủy triều cao khoảng 1,2 m thì toàn bộ đá chìm dưới nước khoảng 0,6 m; ngay cả khi nhô lên khỏi mặt nước 0,3 m thì ở giữa đá vẫn còn chỗ có nước. Tổng diện tích nền san hô của bãi đá Núi Thị là 1,72 km².

### Công trình nhân tạo
Hải quân Việt Nam đóng quân trên một tổ hợp kiến trúc gọi Đảo Đá Thị, có tọa độ địa lí ghi trên bia chủ quyền là 10°24′40″B 114°34′48″Đ / 10,41111°B 114,58°Đ.  Điểm đóng quân này nối bằng cầu với một nhà văn hóa đa năng được hoàn thành vào tháng 12 năm 2018.
Từ tháng 6 năm 2025, Việt Nam bắt đầu tiến hành các hoạt động bồi đắp ở đá Núi Thị.

## Lịch sử
Ngày 15 tháng 3 năm 1988, thực hiện chiến dịch CQ88, tàu Hải quân 709 đến và thả neo ở đá Núi Thị; tàu 16, 11 và tàu 05 (Quân khu 5) đưa lực lượng và vật liệu xây dựng nhà ở.
Ngày 3 tháng 4 năm 1988, công bình hoàn thành công trình trên đảo và bàn giao lực lượng hải quân đóng giữ đảo.